# Stichoplastoris asterix
Stichoplastoris asterix é uma espécie de aranha pertencente à família Theraphosidae (tarântulas).